# الانتخابات التشريعية الرومانية 2020
أجريت الانتخابات التشريعية في رومانيا في 6 ديسمبر 2020.

## النظام الانتخابي
يتم انتخاب أعضاء مجلس النواب البالغ عددهم 329 بعدة طرق:
يتم انتخاب 308 عضوًا من 42 دائرة انتخابية متعددة الأعضاء على أساس المقاطعات والاقاليم وبوخارست ، باستخدام التمثيل النسبي ، ويتم انتخاب أربعة باستخدام التمثيل النسبي من دائرة انتخابية تمثل الرومانيين الذين يعيشون في الخارج.
يجب على الأحزاب اجتياز 5٪ من الأصوات الوطنية أو 20٪ على الأقل من الأصوات في أربع دوائر انتخابية. يمكن إضافة مقاعد أخرى (حاليًا 17) لمجموعات الأقليات العرقية التي تتنافس في الانتخابات وتجتاز حدًا خاصًا (أقل) (محسوبًا بنسبة 10٪ من الأصوات المطلوبة للحصول على أحد المقاعد العادية البالغ عددها 312 مقعدًا).
يتم انتخاب أعضاء مجلس الشيوخ البالغ عددهم 136 أيضًا باستخدام التمثيل النسبي لقائمة الحزب ، ولكن من 43 دائرة انتخابية على أساس 41 مقاطعة (والإجمالي 121 مقعدًا) ، بوخارست (13 مقعدًا) وواحد للرومانيين الذين يعيشون في الخارج (مقعدين).

## روابط خارجية
- الصفحة الرسمية للانتخابات التشريعية الرومانية لعام 2020